# میچل (ویرجینیای غربی)
میچل (به انگلیسی: Mitchell) یک منطقهٔ مسکونی در ایالات متحده آمریکا است که در شهرستان پندلتن، ویرجینیای غربی واقع شده‌است.